# Björn (Birka)

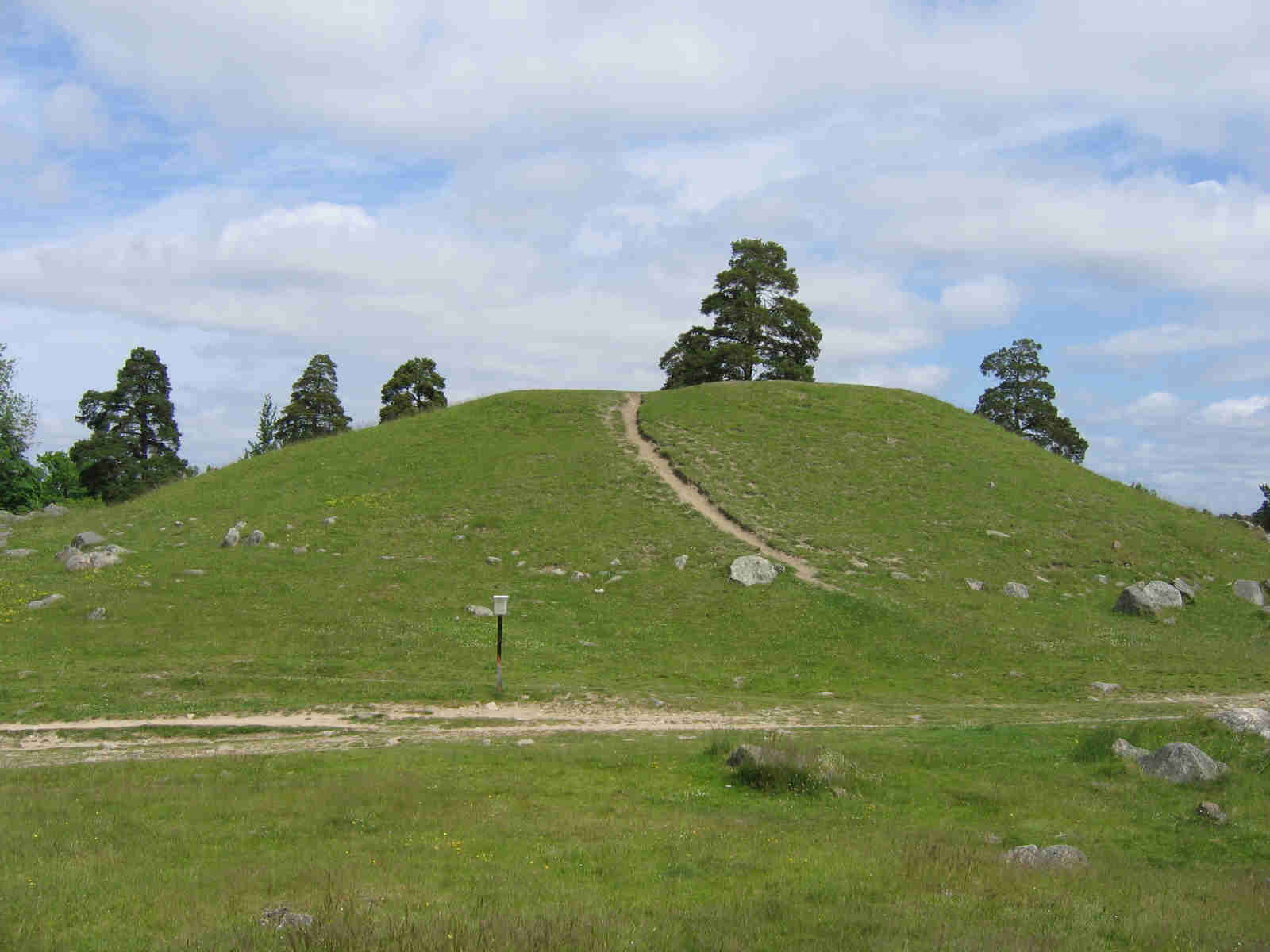
Björns Hügel in Håga bei Uppsala

Björn på Håga war ein schwedischer König aus dem sagenhaften Wikinger-Geschlecht der Munsö, als dessen Stammvater der möglicherweise vollkommen fiktive Björn Järnsida gilt.

## Abstammung und Herrschaft
Björn Järnsidas Söhne waren Erik und Refil Björnsson. Erik soll, nach der Hervarar-Saga, seinem Vater als König der Svear in Südschweden gefolgt sein. Auf ihn folgte schon nach kurzer Regentschaft sein Neffe Erik Refilsson, dessen Söhne Björn på Håga und Anund Uppsale danach zunächst gemeinsam als Könige regierten. Anund Uppsale soll seinen Wohnsitz bei dem Kultzentrum Alt-Uppsala gehabt haben, was ihm seinen Beinamen einbrachte. Björns Beiname på Håga (= vom Grabhügel) rührte von seiner Residenz beim Grabhügel (Hågahögen, auf der Insel Adelsön) nahe Birka, von wo er diese wichtige Handelsstadt überwachen konnte. Snorri Sturluson zitiert in seinen Werken einige Dichtungen des Skalden Brage Boddason, der am Hofe Björns geweilt haben soll und auch in der Hervarar-Saga erwähnt wird.

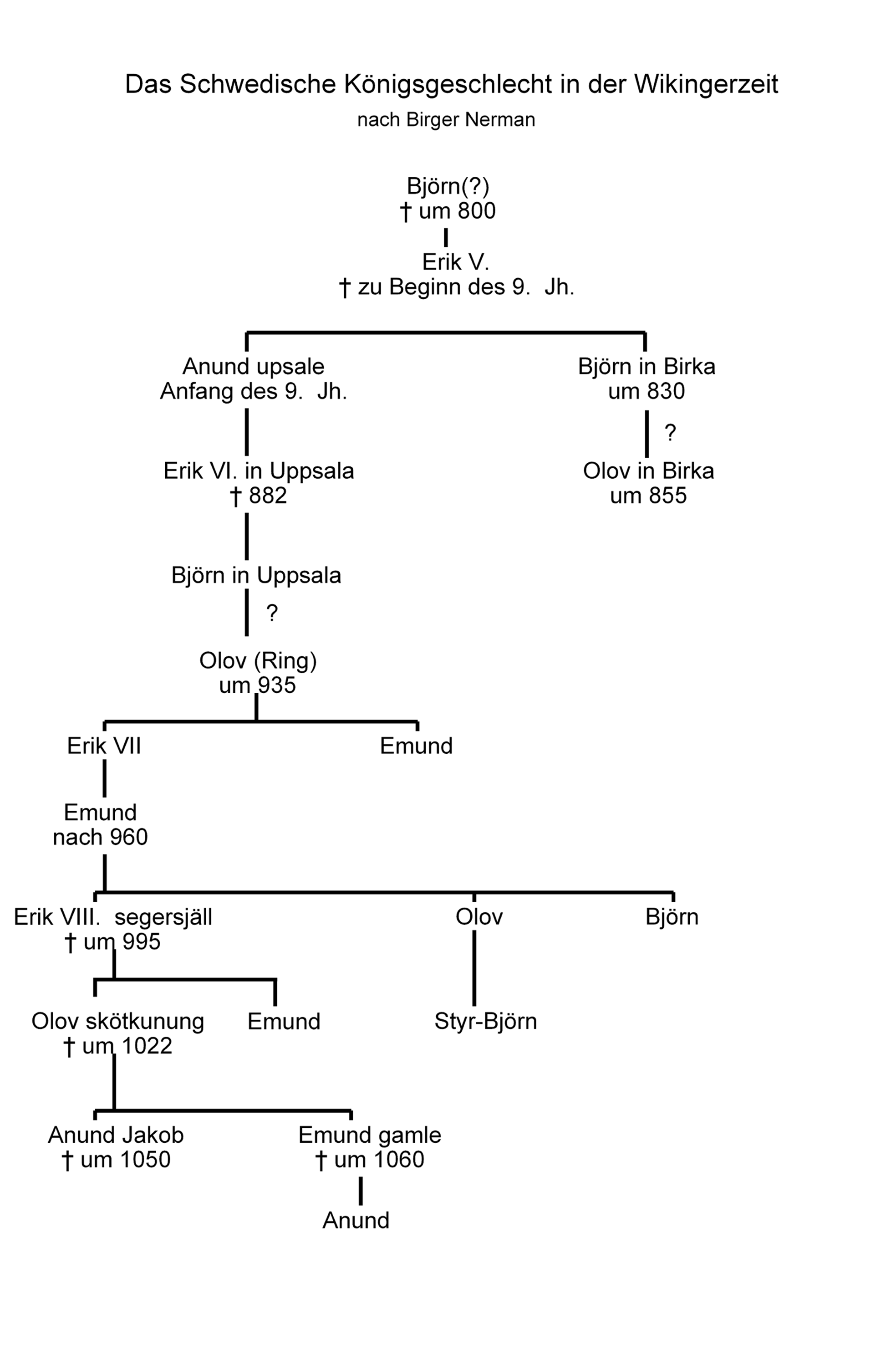
Die schwedischen Könige zur Wikingerzeit, nach Birger Nerman.

## Christliche Mission
Laut Rimbert, dem Biografen des Schwedenmissionars Ansgar von Bremen, bat Björn den fränkischen Kaiser Ludwig den Frommen, christliche Missionare nach Birka zu schicken, woraufhin Ansgar 829 nach Schweden reiste. Björn empfing ihn auf seinem Hof und erlaubte ihm, zu missionieren und die erste christliche Kirche in Skandinavien zu bauen. Ansgar wurde 831 von Kaiser Ludwig zurückgerufen, um als Bischof (und ab 832 als Erzbischof) von der Hammaburg aus weitere Missionsunternehmen im Norden voranzutreiben. Daraufhin wurde Gauzbert, ein Neffe des Erzbischofs Ebo von Reims, von Ansgar und Ebo zum Missionsbischof geweiht und von Ebo nach Schweden entsandt, um Ansgars Arbeit fortzusetzen. Gauzbert begann wohl 836 in Schweden zu missionieren. Er wurde von König Björn gut aufgenommen, aber 845 durch einen Volksaufstand gewaltsam vertrieben.

## Nachfolge
Björns Bruder Anund war laut Rimbert schon früher aus Schweden vertrieben worden, kehrte jedoch in den 840er Jahren mit elf eigenen und 21 dänischen Schiffen zurück. Er hatte seinen dänischen Verbündeten reiche Beute für ihre Teilnahme an dem Kriegszug versprochen, doch als sie in Birka ankamen, war Björn abwesend. Anund verlangte von den Bewohnern hundert Mark in Silber, um die Stadt nicht zu plündern. Obwohl die Dänen sich dadurch betrogen fühlten, gelang es Anund, sie ersatzweise zu einem Raubzug gegen slawische Siedlungen zu überreden, bei dem sie sich schadlos hielten. Anund blieb in Schweden. Laut der Hervarar-Saga folgte sein Sohn Erik Anundsson ihm und seinem Bruder Björn als König der Svear. Sowohl Rimbert als auch Adam von Bremen berichten andererseits, dass Björns Sohn Olof neuer König der Svear wurde.